# У Лучжэнь
У Лучжень (кит. 吴禄贞) — генерал империи Цин. В начале Синьхайской революции тайно поддерживал республиканцев, за что был убит по приказу Юань Шикая.

## Биография
По национальности ханец. В детстве получал классическое образование, но в возрасте 15 лет потерял отца и был вынужден работать на ткацкой фабрики. В 1896 году записался в армию и в 1898 году направлен на учёбу в Японию. Так он познакомился с антиманьчжурскими революционерами. После возвращения в Китай в 1902 году служил на инструкторских должностях, одновременно с этим поддерживая контакты с республиканцами. В 1907 году под началом Сюй Шичана служил в регионе Цзяньдао (нынешний Яньбянь-Корейский автономный округ). На этой должности он провёл исторические исследования, которые помогли цинскому правительству подписать конвенцию о Цзяньдао с Японией. В 1910 году был назначен заместителем главы Красного знамени с каймой по Монголии. Революционеры дали взятку главе военного ведомства князю Икуану в размере 20 000 лянов серебром, чтобы У Лучжень получил командование над шестой дивизией Бэйянской армии.
10 октября 1911 года в Цзянся началось антиманьчжурское восстание. 6 дивизия в этот момент прикрывала дорогу на Пекин. Генерал У Лучжэнь был республиканцем ещё со времён учёбы в Японии, о чём было известно цинским властям. У Лучжэнь попытался упросить правительство отправить 6 дивизию на подавление восстания, чтобы затем примкнуть к восставшим, в чём ему было отказано. Вместо этого 4 ноября его дивизию отправили в Шаньси c приказом подавить Янь Сишаня, который восстал 29 октября, самого генерала повысили до губернатора. Однако У Лучжэнь решил договориться с Ян Сишанем о совместном походе на Пекин 7 ноября. Императорское правительство боялось открыто разоблачить генерала и решило действовать тайно. 7 ноября У Лучжэнь, вместе со своим начальником штаба Чжаном Шичжэнем и адъютантом Чжоу Вэйчжэнем, был убит в Шицзячжуане по тайному приказу Юань Шикая. Убийцей был командир охраны У Лучжэня Ма Хуитянь (кит. 马惠田). Адъютанту Баю Юнчэну удалось бежать, впоследствии он поднял восстание.
Правительство Сунь Ятсена присвоило ему звание генерал-майора посмертно, Чжань Шичжэнь и Чжоу Вэйчжэнь стали генерал-лейтенантами. Им установлен памятник в Шицзячжуане.